# Riederich
Riederich település Németországban, azon belül Baden-Württembergben. Lakosainak száma 4300 fő (2023. december 31.).

## Népesség
A település népessége az elmúlt években az alábbi módon változott:
| Lakosok száma | 1918 | 2236 | 3135 | 3572 | 3970 | 4279 | 4285 | 4302 | 4261 | 4300 |
|               | 1961 | 1967 | 1974 | 1980 | 1987 | 1993 | 2000 | 2006 | 2013 | 2023 |